# Wild Samoans
Wild Samoans foi uma dupla ("tag team") de wrestling profissional constituída por Afa e Sika na Mid-South Wrestling, National Wrestling Alliance (NWA) e World Wrestling Federation (WWF). Ao redor do mundo, a dupla conquistou 21 títulos de dupla.

## Personagem
Em entrevistas, a dupla raramente falava, apenas grunhindo um dialeto primitivo que apenas Capt. Lou Albano entendia. Com a aparência selvagem, a dupla realizava ações como cutucar os narizes e comer peixe cru durante entrevistas.

## História
A dupla começou a carreira na Stampede Wrestling, ganhando o Stampede International Tag Team Championship em duas ocasiões. Eles passaram a maior parte dos anos 70 em diversos territórios da National Wrestling Alliance (NWA).

### World Wrestling Federation
No início da década de 1980, os Wild Samoans foram contratados pela World Wrestling Federation (WWF). Eles fizeram sua estreia no Madison Square Garden em 21 de janeiro de 1980, em uma luta pelo WWF Tag Team Championship contra Tito Santana e Ivan Putski, sendo derrotados. Nos meses seguintes, eles disputaram o WWF Championship de Bob Backlund, sem sucesso. Em 12 de abril de 1980, eles derrotaram Santana e Putski, ganhando o título de duplas. Eles mantiveram-se campeões por aproximadamente cinco meses, antes de perder para Backlund e Pedro Morales no Showdown at Shea. Os Wild Samoans participaram de um torneio pelo título vago por Backlund e Morales. Em 8 de setembro de 1980, os Samoans derrotaram Tony Garea e Rene Goulet na final do torneio, ganhando o títulos. Eles logo perderam o título para Garea e Rick Martel. Os Wild Samoans não conseguiram reconquistar o título.

### Mid-South e Mid-Atlantic
No final de 1981, os Wild Samoans foram contratados pela Mid-South Wrestling. Com "Big Cat" Ernie Ladd como conselheiro financeiro, eles conquistaram o Mid-South Tag Team Championship e mantiveram rivalidades com Junkyard Dog e Dick Murdoch. Após atacar Ladd, eles começaram uma rivalidade com ele. Em resposta, Ladd formou uma dupla com "Iron" Mike Sharpe, forçando os Samoans a deixar a Mid-South.
Após deixar a Mid-South, a dupla lutou na Georgia Championship Wrestling. Eles derrotaram os Fabulous Freebirds pelo NWA National Tag Team Championship, logo deixando o título vago.

## Carreira pós-dupla
Ambos tiveram carreiras de sucesso, fazendo aparições como lutadores individuais e managers.
Durante o final da década de 1970, Afa abriu a Wild Samoans Training Center, um centro de treinamento de wrestling profissional, treinando lutadores como Paul Orndorff, Junkyard Dog, Luna Vachon, Michael P.S. Hayes, Yokozuna, Bam Bam Bigelow, Rikishi, Sherri Martel, Virgil, Billy Kidman, Gene Snisky, Chris Kanyon e Batista. Eles também realizam eventos como WXW.
Em 2007, na véspera do WrestleMania 23, os Wild Samoans foram introduzidos ao Hall da Fama da WWE por seus filhos, Samula e Matt Anoaʻi.

## No wrestling
- Movimentos de finalização
  - Samoan Drop[1][4]

- Movimentos secundários
  - Headbutt duplo[1]

- Managers
  - Capt. Lou Albano[4]
  - "Big Cat" Ernie Ladd[1]
  - Eddie Creatchman

## Títulos e prêmios
- Continental Wrestling Association
  - AWA Southern Tag Team Championship (1 vez)

- Gulf Coast Championship Wrestling
  - NWA Gulf Coast Tag Team Championship (2 vezes)

- Georgia Championship Wrestling
  - NWA National Tag Team Championship (1 vez)

- International Wrestling Alliance
  - IWA Tag Team Championship (1 vez)

- Mid-South Wrestling
  - Mid-South Tag Team Championship (3 vezes)

- NWA All-Star Wrestling
  - NWA Canadian Tag Team Championship (versão de Vancouver) (1 vez)

- NWA Detroit
  - NWA World Tag Team Championship (versão de Detroit) (2 vezes)

- Pro Wrestling Illustrated
  - PWI ranked them # 93 of the 100 best tag teams during the "PWI Years" in 2003.

- Professional Wrestling Hall of Fame
  - Classe de 2012

- Southeastern Championship Wrestling
  - NWA Southern Tag Team Championship (divisão sulista) (2 vezes)

- Stampede Wrestling
  - Stampede International Tag Team Championship (2 vezes)[1]

- World Wrestling Entertainment / World Wrestling Federation
  - Hall da Fama da WWE (Classe de 2007)
  - WWF World Tag Team Championship (3 vezes)